# Killiyur
Killiyur é uma panchayat (vila) no distrito de Kanniyakumari, no estado indiano de Tamil Nadu.

## Demografia
Segundo o censo de 2001,  Killiyur  tinha uma população de 19,275 habitantes. Os indivíduos do sexo masculino constituem 51% da população e os do sexo feminino 49%. Killiyur tem uma taxa de literacia de 75%, superior à média nacional de 59.5%: a literacia no sexo masculino é de 77% e no sexo feminino é de 72%. Em Killiyur, 11% da população está abaixo dos 6 anos de idade.